# Гаямпом (Каліфорнія)
Гаямпом (англ. Hyampom) — переписна місцевість (CDP) в США, в окрузі Триніті штату Каліфорнія. Населення — 241 осіб (2010).

## Географія
Гаямпом розташований за координатами 40°37′34″ пн. ш. 123°28′8″ зх. д. / 40.62611° пн. ш. 123.46889° зх. д. (40.626179, -123.468830).  За даними Бюро перепису населення США в 2010 році переписна місцевість мала площу 52,51 км², уся площа — суходіл.

## Демографія
Згідно з переписом 2010 року, у переписній місцевості мешкала 241 особа в 123 домогосподарствах у складі 55 родин. Густота населення становила 5 осіб/км².  Було 181 помешкання (3/км²).
Расовий склад населення:
| - 82,6 % — білих - 8,3 % — корінних американців - 2,9 % — осіб інших рас |

До двох чи більше рас належало 6,2 %. Частка іспаномовних становила 7,9 % від усіх жителів.
За віковим діапазоном населення розподілялося таким чином: 11,2 % — особи молодші 18 років, 71,0 % — особи у віці 18—64 років, 17,8 % — особи у віці 65 років та старші. Медіана віку мешканця становила 50,7 року. На 100 осіб жіночої статі у переписній місцевості припадало 136,3 чоловіків;  на 100 жінок у віці від 18 років та старших — 122,9 чоловіків також старших 18 років.
Цивільне працевлаштоване населення становило 116 осіб. Основні галузі зайнятості: роздрібна торгівля — 53,4 %, будівництво — 33,6 %, науковці, спеціалісти, менеджери — 12,9 %.